# Patera de Fedchenko
Fedchenko Patera
Pour les articles homonymes, voir Fedchenko.
La patera de Fedchenko (désignation internationale : Fedchenko Patera) est une patera située sur Vénus dans le quadrangle de Taussig. Elle a été nommée en référence à Olga Fedchenko, botaniste russe, exploratrice de l’Asie centrale (1845–1921).